# Ulrich Surau
Ulrich Surau (* 19. August 1952 in Emmerich) ist ein ehemaliger deutscher Fußballspieler. Der Defensivspieler hat bei den Vereinen Borussia Mönchengladbach und Rot-Weiss Essen insgesamt 69 Ligaspiele mit sechs Toren absolviert und wurde dabei in seiner Zeit (1971 bis 1976) in Mönchengladbach 1975 und 1976 deutscher Meister, gewann 1973 den DFB-Pokal und als Krönung 1975 auch den UEFA-Cup.

## Karriere
Ulrich Surau wechselte zur Saison 1971/72 von den Junioren des damaligen Regionalligisten Alemannia Aachen zum Deutschen Meister Borussia Mönchengladbach. Damit hatte Trainer Hennes Weisweiler das zweite Talent aus Emmerich, zur Saison 1970/71 war bereits der fast gleichaltrige Rainer Bonhof aus Emmerich am Bökelberg gelandet, in seinem Spielerkader. Mit Surau kamen auch noch Dietmar Danner, Heinz Michallik, Hans-Jürgen Wittkamp und als zweiter Neuzugang aus Aachen, Christian Kulik, zum Titelverteidiger aus Mönchengladbach. In seiner ersten Saison brachte er es dort als Abwehrspieler auf immerhin 14 Einsätze. Debütiert hatte Surau in der Bundesliga am 13. Oktober 1971, bei einem 6:2-Heimerfolg gegen Eintracht Frankfurt. Vor Torhüter Wolfgang Kleff bildete er als Vorstopper mit Bonhof, Ludwig Müller und Hartwig Bleidick die Gladbacher Defensive. Die Heimmannschaft hatte an diesem Tag auf Berti Vogts, Günter Netzer und Abwehrchef Klaus-Dieter Sieloff verzichten müssen. Im Jahr darauf, 1972/73, mittlerweile gehörte Surau mit 26 Ligaeinsätzen und drei Toren der Stammformation an, warf ihn jedoch am Rundenende ein Achillessehnenriss weit zurück. Am 32. Spieltag dieser Saison, am 26. Mai 1973, bei einer 0:2-Heimniederlage gegen Eintracht Frankfurt traf ihn in der 22. Spielminute ein Achillessehnenriss, welcher den jungen Spieler mehr als ein Jahr zur Spielpause zwang. In beiden Halbfinalspielen im DFB-Pokal 1973, am 2. und 15. Mai 1973, gegen Werder Bremen (3:1/4:2) war er noch als Vorstopper aktiv gewesen, ebenso im Rückspiel im UEFA-Cup-Finale gegen den FC Liverpool mit deren Offensivstars Kevin Keegan und John Toshack am 23. Mai beim 2:0-Heimerfolg. Er konnte 1973/74 kein einziges Bundesligaspiel für Borussia Mönchengladbach bestreiten. 
Im letzten Trainerjahr von Hennes Weisweiler, 1974/75, kehrt er wieder in die Bundesliga zurück. Am 10. September 1974 bildet er gemeinsam mit Hans-Jürgen Wittkamp die Gladbacher Abwehrzentrale beim 3:1-Heimerfolg gegen Tennis Borussia Berlin. Die Bundesligarunde endete für Surau am 10. Mai 1975, als Gladbach das Derby mit 2:1 beim Rivalen 1. FC Köln gewinnt und mit zwei Punkten Vorsprung vor Hertha BSC die Tabelle anführt. Die Borussen-Abwehr mit Kleff (Torhüter), Klinkhammer, Surau, Wittkamp, Bonhof und Sonderbewacher Vogts (in Manndeckung gegen Wolfgang Overath) halten dabei die Kölner Offensivasse mit Overath, Flohe, Neumann, Dieter Müller und Löhr spielentscheidend in Schach. Im April hatte sich Gladbach im Halbfinale im UEFA-Cup bereits gegen die Kölner mit 3:1 und 1:0 durchgesetzt und in beiden Spielen hatten Surau und Wittkamp die Defensivzentrale besetzt. Ein sportlicher Höhepunkt stellt für Surau zweifellos die zwei Finalspiele im UEFA-Pokal in dieser Runde dar. Das Hinspiel gegen Twente Enschede am 7. Mai in Düsseldorf brachte ein unbefriedigendes 0:0 zustande, was aber nicht für die Defensive galt. Beim 5:1-Triumph am 21. Mai 1975 in Enschede stand er folglich am Start auf dem Rasen, eine Verletzung zwang Trainer Weisweiler bereits in der 12. Minute zu einem Wechsel; Surau wurde durch Frank Schäffer ersetzt.
Während seiner sechs Jahre bei der Borussia standen zwei Deutsche Meistertitel (1975 und 1976), ein DFB-Pokalsieg (1973), sowie ein UEFA-Cup-Sieg (1975) zu buche. In der Saison 1976/77 spielte er noch für Rot-Weiss Essen in der Bundesliga und absolvierte für das Team von der Hafenstraße bis Dezember 1976 unter den Trainern Ivica Horvat (bis 26. September 1976) und Hermann Erlhoff 12 Ligaeinsätze wo er drei Treffer erzielte. Die Qualitätsverluste durch Manfred Burgsmüller, Willi Lippens und Jürgen Rynio waren aber so wesentlich, dass auch die 20 Treffer der neuen Torjägerhoffnung Horst Hrubesch nicht für den Klassenerhalt ausreichten. Zur Rückrunde spielte Surau dann noch für den Bonner SC in der 2. Bundesliga Nord und lief für Bonn in sieben Ligaspielen auf und erzielte zwei Treffer. Insgesamt kam er auf 69 Bundesligaspiele, in denen er sechs Tore erzielte. Nach seiner Zeit beim Bonner SC wechselte er 1977 nach Holland in die Eredivisie zum NEC Nijmegen, wo er von niederländischen Journalisten zum besten ausländischen Spieler der Saison gewählt wurde. Eine Augenverletzung stoppte 1979 seine Fußballkarriere. Surau ließ sich als Versicherungskaufmann in Emmerich nieder.